# I Mori di Valenza
I Mori di Valenza è un'opera in 4 atti composta da Amilcare Ponchielli su un libretto di Antonio Ghislanzoni.

## Genesi e fortuna dell'opera
Ponchielli avviò la composizione dell'opera nel 1874, ma alla sua morte nel 1886, aveva completato soli i primi 3 atti e una parte del quarto per canto e piano. 
La vicenda è ambientata a Valencia all'inizio del XVII secolo, quando Filippo III di Spagna ordinò l'allontanamento dei Mori dalla Spagna. Il libretto di Ghislanzoni è basato su Piquillo Alliaga, una novella di Eugène Scribe.
L'opera era stata acquisita dalla «Casa editrice musicale già Giudici e Strada» da Annibale Ponchiellii che ha ceduto il manoscritto incompleto per canto e pianoforte del compositore e la partitura dell’orchestrazione realizzata da lui tra il 1901 e il 1902. L’opera però andò in scena solo nel 1914 nella nuova versione commissionata da Paolo Mariani, titolare dell'editrice già Giudici e Strada, ad Arturo Cadore, per completare l'opera in occasione del venticinquesimo anno dalla morte del compositore. Andò in scena il 17 Marzo 1914 al Théâtre du Casino a Monaco ed ebbe 3 rappresentazioni. Dopo la prima a Monaco, l'opera fu proposta all'Arena di Milano diretta da Antonio Guarneri e fu rappresentata ancora nel gennaio 1915 al Teatro Ponchielli di Cremona. A causa della tiepida accoglienza ricevuta dal pubblico di Monaco, Milano e Cremona, I Mori di Valenza non è più stata rappresentata.
Contemporaneamente l'editore pubblicò una prestigiosa edizione dello spartito per canto e pianoforte (n. ed. 22857).
Alla morte di Cadore si aprì una battaglia legale per la proprietà dei diritti tra gli eredi dei due compositori che si protrasse per quasi quarant’anni e si concluse con una sentenza che riconosceva agli eredi di Cadore i diritti dell’ultimo atto, mentre la proprietà del resto dell’opera fu assegnata al Comune di Piacenza, subentrato come titolare dei diritti propri dell’editore.
Una registrazione dell'opera è stata realizzata a Cremona nel 2007 dall'etichetta discografica Bongiovanni.

## Trama
La tragica vicenda è ambientata all’epoca del regno di Filippo III di Spagna, il capo della tribù dei Mori, Alberigo Delascar, a Valencia è travolto dal dramma della condanna a morte del figlio, accusato di aver difeso due mori perseguitati. La sorella, Elèma, di cui il re è innamorato el e aveva promesso che avrebbe esaudito i suoi desideri, si reca quindi a Madrid, a corte, accompagnata dal viceré di Navarra don Giovanni d'Aguilar, la figlia Carmine e il fidanzato Fernando d'Albayada, che però è innamorato di Elèma e le offre la sua protezione, così come il re Filippo. Lei rifiuta entrambi, anche se in realtà è innamorata di Fernando, ma si sacrifica per l'amica Carmine.
Il re esita a firmare la cacciata del Mori, Delascar e la figlia chiedono la grazia per la loro tribù. In un primo tempo il re concede a Elèma e suo padre il permesso di residenza in Spagna ,ma obbliga all’esilio la loro gente. Il padre rifiuta il privilegio e decide di partire. Elèma, turbata dalla riconciliazione di Carmine e Fernando si rifiuta di seguirlo e Delascar, credendola amante de re, la uccide.